# 지칭어
지칭어(指稱語, term of reference), 지칭(指稱, reference form), 가리킴말은 특정한 대상을 지시하는 표현이다. 호칭어(呼稱語, term of address) 또는 호칭(呼稱), 부름말이 구어적 성격이 강하다면, 지칭어는 문어적 성격이 강하다.

## 언어에 따른 양상

### 한국어
특별한 지위가 없는 일반인을 대우할 때에는 ‘성+이름+씨(氏)’가 사용된다. 이름을 공개하면 해당 인물의 명예를 훼손하게 되는 등 이름을 드러내지 않을 필요가 있을 때에는 ‘성+모(某)+씨’의 형식이 사용된다. 표준국어대사전에서는 ‘씨’를 ‘그 사람을 높이거나 대접하여 부르거나 이르는 말’로 정의하고는 있으나, 기사문이나 보도문의 사용역에서 ‘씨’가 일반인에 대하여 사용되고 있는 현실 때문에 언중에게 높임의 정도가 그보다 낮게 받아들여진다. 이를 줄이면 ‘성+씨’가 되고, 미성년 남녀에 대하여 사용할 때에는 각각 ‘성+이름+군(君)’과 ‘성+이름+양(孃)’이라고 한다. 독자나 시청자의 몰입을 유도하기 위하여 가족 관계를 나타내는 ‘할아버지, 할머니, 엄마, 부자(父子), 자매(姉妹)’ 등의 말이 ‘씨’ 대신에 쓰이기도 하는데, ‘할아버지, 할머니’와 같은 말은 해당 인물의 나이를 높여 대접하는 기능을 하는 반면, ‘부자, 자매’ 등은 높임의 기능을 수행하지 않는다.
일반인이 아닌 특정한 직위에 있는 인물에게는 ‘성+이름+직위’의 형식이 사용된다. 기사문이나 보도문에서 이들이 ‘탁지부 장관 홍길동 씨’가 아니라 ‘홍길동 탁지부 장관’과 같은 형식으로 지칭되는 점, 이들에 대한 약칭이 ‘홍 씨’가 아니라 ‘홍 장관’인 점 등을 고려하면, 이와 같은 형식은 단순히 그들의 소속을 밝혀 줄 뿐만 아니라 권력이나 명예가 있는 지위를 과시하는 기능까지 수행한다고 분석할 수 있다. 그러나 이들이 사회적인 힘을 잃게 되면 일반인을 대우할 때와 마찬가지로 ‘성+이름+씨’, ‘성+씨’ 등의 형식이 사용될 수 있다.

### 영어
미국 영어에서는 권력이 있는 지위를 높여 대접할 때 호칭어와 마찬가지로 직위를 덧붙인다. 이때는 한국어와 달리 ‘직위+이름’의 순서가 사용된다.

## 같이 보기
- 프로젝트 관리
- 프로젝트 매니저
- 위험관리

## 참고 문헌
- 이익섭(1994/2000), 《사회언어학》.
- 이정복(1997), 〈방송언어의 가리킴말에 나타난 힘과 거리〉, 《사회언어학》 5(2).